# Falköpings KIK
Falköpings KIK ist ein schwedischer Fußballverein aus Falköping. Der Klub ist insbesondere für seine Frauenfußballmannschaft bekannt, die eine Spielzeit in der Damallsvenskan antrat.

## Geschichte
Falköpings KIK gründete sich 1976. Lange Zeit spielte die Mannschaft unterklassig, zur Jahrtausendwende kämpfte sie um den Aufstieg in die Zweitklassigkeit. Nachdem dies am Ende der Spielzeit 2001 gelungen war, etablierte sich die Mannschaft in der Folge im mittleren Tabellenbereich. Hatte sie in den Vorjahren jeweils deutlichen Abstand zur Tabellenspitze gehabt, erreichte sie in der Spielzeit 2006 mit einem Punkt Vorsprung auf Kristianstads DFF den ersten Platz der Zweitligastaffel und stieg in die Damallsvenskan auf. In der Erstliga-Spielzeit 2007 blieb sie jedoch chancenlos und belegte nach vier Saisonsiegen einen Abstiegsplatz.
Als Tabellendritter mit 17 Punkten Rückstand auf Staffelsieger Stattena IF verpasste Falköpings KIK den direkten Wiederaufstieg und setzte sich anschließend im mittleren Tabellenbereich der Zweitligastaffel fest.